# Obory Wąskotorowe
Obory Wąskotorowe – zlikwidowany przystanek kolejowy w Świerczynie, w województwie wielkopolskim, w Polsce, na trasie wąskotorowej linii Witaszyce Wąskotorowe – Zagórów.